# La Serna del Monte
La Serna del Monte est une commune de la communauté de Madrid, en Espagne.